# Conasprella kohni
Conasprella kohni é uma espécie de gastrópode da família Conidae.
É endémica do Equador.